# Concerto des vaines paroles

Le Concerto des vaines paroles pour voix, piano et orchestre, est une œuvre de Germaine Tailleferre sur un texte de Jean Tardieu, composée en 1956.

## Histoire
Germaine Tailleferre compose ce concerto pour le baryton Bernard Lefort. La compositrice choisit de mettre en valeur la voix du soliste avec humour, sur « un texte volontairement incompréhensible de Jean Tardieu ».
Le texte et la partition étaient inédits en 1985. La partition est parfois dite perdue, à l'exception de son premier mouvement. Il existe de l'œuvre un enregistrement de concert du 21 septembre 1956, diffusé le 4 octobre 1956, avec Bernard Lefort (baryton), Germaine Tailleferre au piano, et l'Orchestre philharmonique de la RTF dirigé par Désiré-Emile Inghelbrecht.

## Mouvements
1. Allegro
2. Adagietto
3. Allegro maestoso

## Effectif
Voix (baryton), piano, orchestre (ou deux pianos).